# Allium macrochaetum
Allium macrochaetum (лат.) — вид однодольных растений рода Лук (Allium) семейства Амариллисовые (Amaryllidaceae). Впервые описан ботаниками Пьером Эдмоном Буассье и Карлом Хаусскнехтом в 1882 году.
Синоним — Allium laeve Wendelbo & Bothmer.

## Распространение
Встречается в центральной Турции, Сирии, на севере Ирака и на северо-западе Ирана.

## Ботаническое описание
Луковичный многолетник.
Луковица 1—5 см в диаметре, овальная, маленькая; чешуйки серовато-коричневые, продольно-буро-разлинованные, внешние — разрывающиеся на отдельные волокна.
Цветонос 25—60 (иногда до 90) см длиной, в нижней части покрытая влагалищами листьев. Листья в числе 3—4, линейные, гладкие, шириной 0,3—0,6 см. Зонтик на верхушке цветоноса густой, шаровидный, цветки многочисленные, на неравных по длине цветоножках; имеются прицветнички. Листочки околоцветника от тёмно-фиолетовых до розовых, или же белые, тогда с зелёными средними жилками. Внешние листочки эллиптические, внутренние — яйцевидно-эллиптические.
Коробочки около 3 мм длиной.
Диплоидный набор хромосом — 2n=16.